# Rui Ferreira de Sousa
Rui Ferreira de Sousa com os (pseudónimos) Jaime Rocha e Sousa Fernando  (n. Nazaré, 7 de abril de 1949) é um poeta, escritor, jornalista e dramaturgo português.
Fez os seus estudos na Faculdade de Letras da Universidade de Lisboa. Durante alguns anos, viveu em França, tendo regressado a Portugal após a Revolução dos Cravos.

## Obras publicadas
Poesia
- Melânquico, (com o pseudónimo de Sousa Fernando), Livros sem Editor, 1970
- A Dança dos Lilazes, Edições Bico d’Obra, 1982
- Beber a Cor, Edições & ETC, 1985
- A Pequena Morte / Esse Eterno Canto, (díptico com Hélia Correia), Black Sun, 1986
- A Perfeição das Coisas, Editorial Caminho, 1988
- Do Extermínio, 1ª ed. Black Sun Editores, 1995; 2ª ed. Relógio d’Água Editores, 2003;
- Arco de Jasmim, Edições Duas Luas, Belo Horizonte, 1999
- Os Que Vão Morrer, Relógio d'Água Editores, 2000
- Zona de Caça, Relógio d'Água Editores, 2002
- Lacrimatória, Relógio D’Água, 2005
- Necrophilia, Relógio D’Água, 2010

Ficção
- Tonho e as Almas, romance, Relógio d’Água Editores, 1984
- A Loucura Branca, romance, 1ª ed. Livro Aberto, 1990; 2ª ed. Íman editores, 2001
- Os Dias de um Excursionista, romance, Relógio d’Água Editores, 1996
- A Mulher Que Aprendeu a Chorar, conto, Ficções-Tinta Permanente, 2000
- Anotação do Mal, romance, Sextante, 2007

Teatro
- Deuscão, seguido de O Televisor, Sociedade Portuguesa de Autores, 1988
- O Construtor, Quinze Minutos de Glória e O Terceiro Andar, SPA/Dom Quixote, 1998
- Seis Mulheres Sob Escuta, Teatro do Noroeste, 1999
- Casa de Pássaros, SPA/DomQuixote, 2001
- Transviriato, Trigo Limpo Teatro Acert, 2001
- O Jogo da Salamandra e outras peças (A Descida para a Cinzas, Detalhe à Porta do Inferno, Seis Mulheres Sob Escuta e O Anexo), Relógio d'Água Editores, 2001
- Homem Branco Homem Negro, SPA/ Dom Quixote, em 2005
- Azzedine e Outras Peças, Relógio D´Água Editores, 2009

## Prémios
- Grande Prémio APE de Teatro (1998) com "O Terceiro Andar"
- Prémio Eixo Atlântico de Textos Dramáticos  ("ex-aequo") (1999) com "Seis Mulheres sob Escuta"
- Grande Prémio de Teatro Português (2004) com "Homem Branco, Homem Negro"[1]